# Prosciutto toscano
Il Prosciutto Toscano DOP è un tipo di prosciutto a denominazione di origine protetta prodotto in Toscana.

## Modalità di produzione
La produzione ha inizio con la separazione delle cosce dal resto del corpo dell'animale e la classica rifilatura ad arco, alla quale segue poi la speziatura con sale, pepe, aromi naturali e spezie.
Nello stesso momento tutti i prosciutti vengono dotati di un sigillo non rimovibile che indichi la data in cui ha inizio il processo di stagionatura, che deve durare almeno 12 mesi, al termine del quale è possibile apporre sul prodotto il tipico marchio che comprovi l'adesione agli standard obbligatori per potersi fregiare del marchio DOP.
Alla fine del processo di lavorazione il prodotto si presenta piuttosto rotondeggiante, con forma ad arco all'estremità superiore, e un peso che oscilla tra 7,5 e 10 kg; internamente la carne varia tra diverse tonalità di rosso, ed è particolarmente bassa la quantità di grasso rilevabile, il che dona al prodotto un gusto delicato e complesso allo stesso tempo, frutto anche della particolare tecnica di stagionatura utilizzata.

## Storia
Norme che regolamentavano le modalità di macellazione del maiale e il trattamento della sua carne possono essere fatte risalire, in Toscana, già all'VIII secolo d.C., ma è soltanto diverse centinaia di anni dopo, sotto il governo mediceo, che si trovano le prime testimonianze di leggi espressamente volte a regolamentare e proteggere il processo di produzione del prosciutto toscano, leggi che si sono tramandate senza cambiamenti fino ai giorni nostri.
Il Prosciutto Toscano DOP si presenta normalmente con la porzione di superficie libera dalla cotenna interamente pepata.